# Louis-Armand Champion de Cicé
Louis-Armand Champion de Cicé (Bruz, 24 settembre 1648 – Ayutthaya, 1º aprile 1727) è stato un missionario e vescovo cattolico francese.

## Biografia
Di nobile famiglia bretone, si formò presso il seminario parigino di San Sulpizio e nel 1674 fu inviato come missionario in Canada, presso gli irochesi della baia di Quinte: si dedicò all'evangelizzazione del popolo Oneida.
Costretto a tornare in patria per questioni famigliari, nel 1681 lasciò i sulpiziani ed entrò nella società per le missioni estere di Parigi: il 6 aprile 1682 partì per le missioni in Cina.
Eletto vescovo di Zabulon in partibus e vicario apostolico del Siam il 19 gennaio 1700 da papa Innocenzo XII, fu consacrato il 2 gennaio 1701 dal suo parente Louis-Marcel de Coëtlogon-Méjusseaume, vescovo di Saint-Brieuc.
Morì ad Ayutthaya nel 1727.

## Genealogia episcopale e successione apostolica
La genealogia episcopale è:
- Cardinale Guillaume d'Estouteville, O.S.B.Clun.
- Papa Sisto IV
- Papa Giulio II
- Cardinale Raffaele Sansone Riario
- Papa Leone X
- Papa Paolo III
- Cardinale Francesco Pisani
- Cardinale Alfonso Gesualdo di Conza
- Papa Clemente VIII
- Cardinale Pietro Aldobrandini
- Cardinale Laudivio Zacchia
- Cardinale Antonio Barberini, O.F.M.Cap.
- Cardinale Nicolò Guidi di Bagno
- Arcivescovo François de Harlay de Champvallon
- Vescovo Louis-Marcel de Coëtlogon-Méjusseaume
- Vescovo Louis Champion de Cicé

La successione apostolica è:
- Vescovo Jean-Jacques Tessier de Quéralay, M.E.P. (1723)